# Muhammad ibn Umar al-Vákidi
Muhammad ibn Umar al-Vákidi (arab betűkkel محمد بن عمر الواقدي –  Muḥammad ibn ʿUmar al-Wāqidī; Medina, 747/748 – Bagdad, 822. április 28.) középkori muszlim jogtudós, kádi és történetíró, Mohamed próféta 622-től haláláig vívott harcainak (magázi) leghíresebb feldolgozója volt.

## Élete
Perzsa származású volt, az Aszlam törzs Szahm ágához tartozott kliensként (maula). Medinában született és tanult, és a prófétai hagyományok (hadíszok) továbbadásával foglalkozott. Elnyerte a Hárún ar-Rasíd kalifát vezírekként szolgáló, befolyásos Barmakidák kegyét, így az uralkodó mekkai zarándoklatakor ő lehetett a kalauzuk. 796/797 folyamán elhagyta a Hidzsázt és Bagdadba költözött, majd egy ideig a kalifa új székvárosában, Rakkában lakott, ahol Jahja ibn Hálid al-Barmaki közvetítésével elnyerte a kalifa kegyeit. Később a Bagdad keleti részén fekvő Aszkar al-Mahdi városrész bírájává (kádi) nevezték ki. (A források ellentmondanak abban, hogy már Hárún ar-Rasíd, vagy a Horászánból csak 819-ben Bagdadba települt al-Mamún kalifa nevezte-e ki, mindenesetre tanítványa és titkára, Ibn Szaad az utóbbi verziót erősíti meg.) Bagdadban hatalmas könyvtárat gyűjtött, közben legendásan bőkezű életmódjával nagy adósságokba verte magát. Halálát követően al-Mamún kalifa rendezte tartozásait.

## Munkássága
Vákidit ma elsősorban történészként tartják számon. Bár sokszor és sokan idézik, egyetlen ránk maradt munkája, a próféta harcainak tíz évét feldolgozó „Hadjáratok könyve” (Kitáb al-magázi) is csak egy 10. századi átdolgozásban maradt fenn. A könyv elkészítésekor többféle forrásból dolgozott – ezek némelyike azonos Ibn Iszhák, a próféta életrajzírója forrásaival, ezért több helyen azonosságokat lehet felfedezni a két mű között. Vákidi emellett felkereste a résztvevők leszármazottait is, hogy újabb adatokat gyűjtsön tőlük, illetve tudjuk róla, hogy a csatahelyeket személyesen is felkereste, hogy ellenőrizze a földrajzi körülményeket. Munkájában igyekszik rekonstruálni a különféle portyák, hadjáratok kronológiáját, ez azonban nem mindig sikerül ellentmondások nélkül. Alapművének népszerűsége miatt a hagyomány később Vákidi nevéhez kötött több más, korai háborúkkal (pl. Szíria és Mezopotámia meghódításával) foglalkozó történeti munkát is, de ezekről a forráskritika kivétel nélkül megállapította, hogy később keletkeztek.
Hagyományközlőként a 9. század vallástudósai, köztük Ahmad ibn Hanbal általában rossz véleménnyel voltak róla, mert téves hagyományláncokra bukkantak a közléseiben, illetve nehezményezték, hogy egyesítette a hadíszokat, és azokat közös hagyománylánccal (isznád) közölte. Később megkérdőjelezhetetlen történetírói érdemei elhallgattatták a kritikus hangokat, és Vákidit megbízható hagyományközlőnek tekintették.